# Munești
Munești falu Romániában, Erdélyben, Fehér megyében. Közigazgatásilag Aranyosszohodol községhez tartozik.

## Fekvése
Pojén mellett fekvő település.

## Története
Muneşti korábban Pojén része volt, 1956-ban vált külön településsé 120 lakossal. 1966-ban 1141977-ben 112, 1992-ben 57, a 2002-es népszámláláskor 34 román lakosa volt.